# Melanconis apocrypta
Melanconis apocrypta är en svampart som beskrevs av Ellis . Melanconis apocrypta ingår i släktet Melanconis och familjen Melanconidaceae.   Inga underarter finns listade i Catalogue of Life.